# Hyles ornatus
Hyles ornatus är en fjärilsart som beskrevs av Gehlen. 1930. Hyles ornatus ingår i släktet Hyles och familjen svärmare. Inga underarter finns listade i Catalogue of Life.